# Suburban Tribe
Suburban Tribe war eine finnische Alternative-Metal-Band aus Helsinki, die im Jahr 1992 gegründet wurde und sich 2011 auflöste.

## Geschichte
Die Band wurde im Sommer 1992 von Bassist Janne Joutsenniemi (Ex-Stone), Gitarrist Roope Sirén (Ex-Airdash) und Schlagzeuger Alec Hirst-Gee gegründet. Zusammen spielten sie die ersten Coverversionen und machten sich währenddessen auf die Suche nach einem Sänger. Mit Ville Tuomi fanden sie zunächst eine passende Besetzung, jedoch stieg dieser im Dezember desselben Jahres wieder aus, um bei der Band Kyyria einzutreten. Tuomi wurde durch Jouni Markkanen ersetzt. In der Neujahrsnacht des Jahres entschied sich die Band für den Namen Sub-Urban Tribe. Bis zum Frühling 1993 spielten sie einige Konzerte in ihrer Heimatstadt Helsinki. Dabei wurde Kari Hynninen von Zen Garden Records auf die Band aufmerksam und nahm diese unter Vertrag. 
Im Keller von Roope Sirén Mutter nahm die Band ihr Debütalbum auf. Ende Februar 1994 erschien das Debütalbum Primitive in Finnland. Im Sommer spielte die Band einige Konzerte in Finnland sowie auf einem Festival in Slowenien.
Ihr zweites Album namens Purity nahm die Band in Orimattila in einem über 100 Jahre alten Bauernhaus auf und veröffentlichten es im September 1995. Vor der Veröffentlichung hielt die Band noch ein Konzert auf der Popkomm in Köln.
Nach einer Tour, die bis Silvester dauert, begann die Band eine Zusammenarbeit mit dem finnischen Musiker Don Huonot. Für das Lied Sirkuksessa wurde ein Musikvideo erstellt, das einen Award für das beste, finnische Rock-Video 1997 erhielt. Gemeinsam gehen die beiden Bands einen Monat auf Tour. Danach arbeitete die Band an neuen Liedern.
Das dritte Album Panorama wurde im Frühling 1997 veröffentlicht. Da sie auf dem Album mit zahlreichen Gastmusikern gearbeitet hatten, die Streichinstrumente und Synthesizer einspielten, benötigte die Band einen Keyboarder für die Tour, die auf die Albumveröffentlichung folgen sollte. Mit Emerson Burton, welcher nun unter dem Namen Janne Johannes Purttinen bei HIM spielt, fand die Band einen passenden Keyboarder. Die Single First Spring Day belegte den ersten Platz in den finnischen Radiocharts.
Im Jahr 1998 wurde mit Prime Time Collection eine Best-Of-CD veröffentlicht, auf der Coverversionen von David Bowies Life on Mars oder Sabotage von den Beastie Boys zu hören war.
Die Band wurde danach von Spinefarm Records unter Vertrag genommen. Das Album Electro 57 erschien im Oktober 1998 bei diesem Label. Der Veröffentlichung folgte eine Tour im November, die bis in das nächste Jahr anhielt. In den Folgejahren machte die Band eine Pause und arbeitete an neuem Material. Im Jahr 2002 erschien das Album Suburban Tribe bei EMI. Mit der Veröffentlichung änderte sich auch die Schreibweise des Bandnamens. Ville Tuomi, welcher anfangs Sänger der Band war, ersetzte zudem auch Sänger Markkanen, Keyboarder Burton war nicht mehr in der Band. 
Bevor das Album in Deutschland veröffentlicht wurde, ging die Band mit Oomph! auf Tour durch Deutschland und anschließend durch Finnland. Die Single Frozen Ashes belegte den ersten Platz in Finnland.
Dennoch war Suburban Tribe das einzige Album, das in Deutschland vertrieben wurde. Im Januar 2004 wurde das Album Manimal veröffentlicht. Der Veröffentlichung folgte eine Tour durch Finnland. Außerdem war der Auftritt auf einem Festival in Moskau geplant, das jedoch abgesagt wurde.
Das nächste Album namens Revolt Now! folgte im April 2006. Das Album erreichte in Finnland Platz 7 in den Charts.
Im Jahr 2007 wurde die Kompilation Recollection und im Jahr 2010 das Album Now and Ever After. Im Jahr 2011 löste sich die Band auf.

## Stil
In der Musik sind Einflüsse von Bands wie Korn und Misery Inc. hörbar. Dabei wird zwischen weichen und härteren Gesangspassagen gewechselt.

## Diskografie

### Alben & Kompilationen
| Jahr | Titel              | Höchstplatzierung, Gesamtwochen, AuszeichnungChartsChartplatzierungen (Jahr, Titel, Platzierungen, Wochen, Auszeichnungen, Anmerkungen) | Anmerkungen                            |
| Jahr | Titel              | FI | Anmerkungen                            |
| ---- | ------------------ | --- | -------------------------------------- |
| 1995 | Purity             | FI27 (2 Wo.)FI | als Sub-Urban Tribe Zen Garden Records |
| 1997 | Panorama           | FI23 (4 Wo.)FI | als Sub-Urban Tribe Zen Garden Records |
| 2001 | Suburban Tribe     | FI5 (7 Wo.)FI | EMI                                    |
| 2004 | Manimal            | FI2 (8 Wo.)FI | EMI                                    |
| 2004 | Revolt Now!        | FI7 (5 Wo.)FI | EMI                                    |
| 2007 | Recollection       | FI23 (1 Wo.)FI | EMI                                    |
| 2010 | Now and Ever After | FI4 (5 Wo.)FI | EMI                                    |

Weitere Alben
Als Sub-Urban Tribe
- 1994: Primitive (Zen Garden Records)
- 1998: Prime Time Collection (Kompilation, Zen Garden Records)
- 1998: Elektro 57 (Spinefarm Records)

### Singles
| Jahr | Titel Album                        | Höchstplatzierung, Gesamtwochen, AuszeichnungChartsChartplatzierungen (Jahr, Titel, Album, Platzierungen, Wochen, Auszeichnungen, Anmerkungen) | Anmerkungen |
| Jahr | Titel Album                        | FI | Anmerkungen |
| ---- | ---------------------------------- | --- | ----------- |
| 2001 | Frozen Ashes Suburban Tribe        | FI1 (10 Wo.)FI | EMI         |
| 2001 | Oil and Water Suburban Tribe       | FI17 (3 Wo.)FI | EMI         |
| 2002 | Perfect Dark Suburban Tribe        | FI9 (3 Wo.)FI | EMI         |
| 2003 | Untameable Manimal                 | FI6 (5 Wo.)FI | EMI         |
| 2004 | Silent Rain Manimal                | FI18 (1 Wo.)FI | EMI         |
| 2006 | Nothingness Revolt Now!            | FI7 (3 Wo.)FI | EMI         |
| 2006 | Complications Revolt Now!          | FI20 (1 Wo.)FI | EMI         |
| 2006 | Nevermore Revolt Now!              | FI16 (1 Wo.)FI | EMI         |
| 2006 | While the World Awaits Revolt Now! | FI6 (3 Wo.)FI | EMI         |

Als Sub-Urban Tribe
- 1994: Silence (Zen Garden Records)
- 1994: To and Fro (Zen Garden Records)
- 1995: One of My Little Memories (Zen Garden Records)
- 1997: Impossible (Zen Garden Records)
- 1997: First Spring Day (Zen Garden Records)
- 1997: Frequency (Zen Garden Records)

Als Suburban Tribe
- 2001: Watching You (EMI)
- 2007: Shock the Monkey (EMI)
- 2010: Now and Ever After (EMI)

### Videos
Als Sub-Urban Tribe
- To snd Fro (1994, Zen Garden Records)
- Sirkuksessa (1995, Zen Garden Records)
- First Spring (1997, Zen Garden Records)
- Desert Island (1998, Spinefarm Records)

Als Suburban Tribe
- Oil and Water (2001, EMI)
- Silent Rain (2004, EMI)
- Complications (2006, EMI)
- Shock the Monkey (2007, EMI)
- Now and Ever After (2010, EMI)